# Intertel
Intertel (anteriormente llamada International Legion of Intelligence) es una sociedad de alto CI para personas con un puntaje de CI superior a 99% de la población mundial, en una prueba de CI. Esto corresponde a un CI de 135 o superior en la escala Wechsler (media estadística 100, desvío normalizado 15).

## Historia y objetivos
La asociación fue fundada en 1966 por el americano Ralph Haines, quien, inspirado en los fundadores de la Mensa Roland Berrill y Lancelot Ware veinte años antes, quería crear una asociación adaptada a las necesidades particulares de los superdotados, y con la excepción de un CI mínimo, no tendrían otras restricciones de admisión. El nombre "Intertel" es derivado de "International Legion of Intelligence" ("Legión Internacional de Inteligencia") y sus miembros se refieren a sí mismos como "ILIans". Es, por lo tanto, la segunda asociación más antigua de su tipo, después de Mensa.
La asociación tiene tres objetivos, descritos en su constitución:
- Fomentar una fraternidad intelectual genuina;
- Promover un cambio de ideas sobre todos los asuntos;
- Auxiliar en la investigación de la superdotación intelectual.

## Organización y actividades
Intertel está organizada en siete regiones geográficas, cinco de las cuales incluyen sólo estados de los EUA, y otras dos en Canadá. La "Región VI" incluye el resto del mundo bajo el nombre de región "Internacional".
Existen más de 1700 miembros en todo el mundo (enero de 2024) en más de 40 países, incluyendo varios centenares fuera de América del Norte. Todos los miembros pueden contribuir para Integra, periódico de Intertel, publicado diez veces por año. Los boletines regionales son también publicados periódicamente y muchos miembros se comunican por correo electrónico o por medio de una variedad creciente de foros en línea. Una Asamblea General Anual internacional es organizada cada verano, y las diferentes regiones organizan actividades sociales locales o remotamente.
Uno de los objetivos de la organización es ayudar en la investigación de alto potencial, y algunos miembros de la asociación son reclutados para trabajos de investigación. Además de esto, ya en 1980 y durante casi veinte años a Intertel concedió anualmente el Hollingworth Award ("Premio Hollingworth") en la forma de una bolsa de varios miles de dólares, en homenaje a Leta Hollingworth,  reconociendo la excelencia de los proyectos de investigación sobre el alto potencial. A partir del final de la década de 1990, el premio fue concedido en conjunto con la National Association sea Gifted Children, a la cual la responsabilidad por ese premio internacional fue desde entonces confiada.

## Trabajos
- W.D. Stevens. The One Percent Solution: La History of Intertel 1966-1988. 1988, ediciones Intertel, Inc. Lakewood, 132 páginas. ASIN : B003GNOXH4

## Conexiones externas
- Website oficial de Intertel